# Eternity (compilation)
Eternity è la prima compilation di Heavygrinder.
Una curiosità relativa a questo album è che, dopo soli due giorni dalla sua uscita in commercio, è stato così richiesto da essere esaurito in meno di quarantotto ore.

## Tracce
1. Makin Music - Belocca & Soneec vs Chris Lauder
2. Get Ready - Justin Bond
3. Incredible Sound - Phonat
4. We Play House [Dub DeLuxe Remix] - Soulground
5. Mind Eraser [Heavygrinder Dub Mix] - Zelma Davis & Heavygrinder
6. Movin On [Ronnie's Freedom Mix] - Ronnie Maze
7. My Angel [Heavygrinder Remix] - Blessing Odiase
8. Rock It - Rocky Rockwell
9. Addicted [Chris Montana Mix] - Lenny Fontana
10. Galaxy Traveler - Falguk
11. I Say Shut Up - Rolf Dyman & Sebastian Drum
12. Pulse - Axis
13. Daddio [Miles Dyson Remix] - 30 Hz